# Michael Jackson dalainak listája
Michael Jackson összes hivatalosan megjelent dalának listája. Remixek nem szerepelnek a listában.
| Ábécé szerinti tartalomjegyzék                      |
| --------------------------------------------------- |
| A B C D E F G H I J K L M N O P Q R S T U V W X Y Z |

## 2
- 2 Bad – a HIStory: Past, Present and Future albumról, 1995
- 2000 Watts – az Invincible albumról, 2001
- 2300 Jackson Street – a 2300 Jackson Street albumról, közösen a The Jacksons együttessel, valamint Rebbie és Janet Jacksonnal, 1989

## A
- A Brand New Day – a The Wiz filmzenealbumról, közösen Diana Ross-szal, Nipsey Russell-lel és Ted Ross-szal, 1978
- Ain’t No Sunshine – a Got to Be There albumról, 1972
- Al Capone – a Bad 25 albumról, 2012
- All in Your Name – Barry Gibb-bel közösen; Gibb jelentette meg 2011-ben, Jackson halálának 2. évfordulóján
- All the Things You Are – a Music & Me albumról, 1973
- Another Part of Me – a Bad albumról, 1987

## B
- Baby Be Mine – a Thriller albumról, 1982
- Bad – a Bad albumról, 1987
- Beat It – a Thriller albumról, 1982
- Beautiful Girl – a Michael Jackson: The Ultimate Collection albumról, 2004
- Behind the Mask – a Michael albumról, 2010
- Ben – a Ben albumról, 1972
- Best of Joy – a Michael albumról, 2010
- Billie Jean – a Thriller albumról, 1982
- Black or White – a Dangerous albumról, 1991
- Blood on the Dance Floor – a Blood on the Dance Floor: HIStory in the Mix albumról, 1997
- Break of Dawn – az Invincible albumról, 2001
- Breaking News – a Michael albumról, 2010
- Burn This Disco Out – az Off the Wall albumról, 1979
- Butterflies – az Invincible albumról, 2001

## C
- Call on Me – a Farewell My Summer Love albumról, 1984
- Can’t Get Outta the Rain – eredetileg a The Girl Is Mine kislemezen szerepelt (1982), majd megjelent a The Essential Michael Jackson 3.0 (2008) és a King of Pop (2008) albumon
- Can’t Let Her Get Away – a Dangerous albumról, 1991
- Carousel – a Thriller (Special Edition) albumról, 2001
- Cheater – a Michael Jackson: The Ultimate Collection albumról, 2004
- Childhood – a HIStory: Past, Present and Future albumról és a Szabadítsátok ki Willyt! 2. filmzenealbumról, 1995
- Cinderella Stay Awhile – a Forever, Michael albumról, 1975
- Come Together – a HIStory: Past, Present and Future albumról, 1995
- Cry – az Invincible albumról, 2001

## D
- D.S. – a HIStory: Past, Present and Future albumról, 1995
- Dangerous – a Dangerous albumról, 1991
- Dapper Dan – a Forever, Michael albumról, 1975
- Dear Michael – a Forever, Michael albumról, 1975
- Dirty Diana – a Bad albumról, 1987
- Doggin’ Around – a Music & Me albumról, 1973
- Don’t Be Messin’ ‘Round – a Bad 25 albumról, 2012
- Don’t Let It Get You Down – a Farewell My Summer Love albumról, 1984
- Don’t Stop ‘til You Get Enough – az Off the Wall albumról, 1979
- Don’t Walk Away – az Invincible albumról, 2001

## E
- Earth Song – a HIStory: Past, Present and Future albumról, 1995
- Ease on Down the Road – a The Wiz filmzenealbumról, Diana Ross-szal, 1978
- Eaten Alive – Diana Ross Eaten Alive című albumán duett, 1985
- Euphoria – a Music & Me albumról, 1973
- Everybody’s Somebody’s Fool – a Ben albumról, 1972

## F
- Fall Again – a The Ultimate Collection albumról, 2004
- Farewell My Summer Love – a Farewell My Summer Love albumról, 1984
- Fly Away – a Bad (Special Edition) albumról, 2001
- For All Time – a Thriller 25 albumról, 2008
- Free – a Bad 25 albumról, 2012

## G
- Get It – Stevie Wonder Characters című albumán duett, 1987
- Get on the Floor – az Off the Wall albumról, 1979
- Ghosts – a Blood on the Dance Floor: HIStory in the Mix albumról, 1997
- Girl Don’t Take Your Love from Me – a Got to Be There albumról, 1972
- Girl You’re So Together – a Farewell My Summer Love albumról, 1984
- Girlfriend – az Off the Wall albumról, 1979
- Give In to Me – a Dangerous albumról, 1991
- Give Me Half a Chance – a Looking Back to Yesterday albumról, 1986
- Gone Too Soon – a Dangerous albumról, 1991
- Got the Hots – a Thriller 25 (Japan Edition) albumról, 2008
- Got to Be There – a Got to Be There albumról, 1972
- Greatest Show on Earth – a Ben albumról, 1972

## H
- Happy – a Music & Me albumról, 1973
- Heal the World – a Dangerous albumról, 1991
- Heartbreaker – az Invincible albumról, 2001
- Heaven Can Wait – az Invincible albumról, 2001
- Here I Am (Come and Take Me) – a Farewell My Summer Love albumról, 1984
- HIStory – a HIStory: Past, Present and Future albumról, 1995
- Hold My Hand – a Michael albumról, 2010
- Hollywood Tonight – a Michael albumról, 2010
- Human Nature – a Thriller albumról, 1982

## I
- I Can’t Help It – az Off the Wall albumról, 1979
- (I Can’t Make It) Another Day – a Michael albumról, 2010
- I Hear a Symphony – a Looking Back to Yesterday albumról, 1986
- I Just Can’t Stop Loving You – a Bad albumról, 1987
- (I Like) The Way You Love Me – a Michael albumról, 2010
- I Like You the Way You Are (Don’t Change Your Love on Me) – a Looking Back to Yesterday albumról, 1986
- I Wanna Be Where You Are – a Got to Be There albumról, 1972
- I Was Made to Love Her – a Looking Back to Yesterday albumról, 1986
- I’ll Come Home to You – a Forever, Michael albumról, 1975
- I’m So Blue – a Bad 25 albumról, 2012
- If’n I Was God – a Looking Back to Yesterday albumról, 1986
- In Our Small Way – a Got to Be There albumról, 1972
- In the Back – a Michael Jackson: The Ultimate Collection albumról, 2004
- In the Closet – a Dangerous albumról, 1991
- Invincible – az Invincible albumról, 2001
- Is It Scary – a Blood on the Dance Floor: HIStory in the Mix albumról, 1995
- It’s the Falling in Love – az Off the Wall albumról, 1979

## J
- Jam – a Dangerous albumról, 1991
- Je ne veux pas la fin de nous – az I Just Can’t Stop Loving You francia változata, a Bad 25 albumról, 2012
- Johnny Raven – a Music & Me albumról, 1973
- Just a Little Bit of You – a Forever, Michael albumról, 1975
- Just Good Friends – a Bad albumról, 1987

## K
- Keep the Faith – a Dangerous albumról, 1991
- Keep Your Head Up – a Michael albumról, 2010

## L
- Leave Me Alone – a Bad albumról, 1987
- Liberian Girl – a Bad albumról, 1987
- Little Susie – a HIStory: Past, Present and Future albumról, 1995
- Lonely Teardrops – a Looking Back to Yesterday albumról, 1986
- Love Is Here and Now You’re Gone – a Got to Be There albumról, 1972
- Love’s Gone Bad – a Looking Back to Yesterday albumról, 1986

## M
- Man in the Mirror – a Bad albumról, 1987
- Maria (You Were the Only One) – a Got to Be There albumról, 1972
- Melodie – a Farewell My Summer Love albumról, 1984
- Mind Is the Magic – Siegfried & Roy Dreams & Illusions című albumáról, 2009
- Money – a HIStory: Past, Present and Future albumról, 1995
- Monkey Business – a Michael Jackson: The Ultimate Collection albumról, 2004
- Monster – a Michael albumról, 2010
- Morning Glow – a Music & Me albumról, 1973
- Morphine – a Blood on the Dance Floor: HIStory in the Mix albumról, 1995
- Much Too Soon – a Michael albumról, 2010
- Music and Me – a Music & Me albumról, 1973
- My Girl – a Ben albumról, 1972

## O
- Off the Wall – az Off the Wall albumról, 1979
- On the Line – a Michael Jackson’s Ghosts box set albumról, 1997
- One Day in Your Life – a Forever, Michael albumról, 1975
- One More Chance – a Number Ones albumról, 2003

## P
- P.Y.T. (Pretty Young Thing) – a Thriller albumról, 1982
- People Make the World Go ‘Round – a Ben albumról, 1972
- Price of Fame – a Bad 25 albumról, 2012
- Privacy – az Invincible albumról, 2001

## R
- Remember the Time – a Dangerous albumról, 1991
- Rock with You – az Off the Wall albumról, 1979
- Rockin’ Robin – a Got to Be There albumról, 1972

## S
- Save Me – duett Dave Mason Old Crest on a New Wave albumáról, 1980
- Say Say Say – Paul McCartney Pipes of Peace című albumán duett, 1983
- Scared of the Moon – a Michael Jackson: The Ultimate Collection albumról, 2004
- Scream – a HIStory: Past, Present and Future albumról, 1995
- She Drives Me Wild – a Dangerous albumról, 1991
- She’s Out of My Life – az Off the Wall albumról, 1979
- Shoo-Be-Doo-Be-Doo-Da-Day – a Ben albumról, 1972
- Shout – a Cry kislemezről, 2001
- Smile – a HIStory: Past, Present and Future albumról, 1995
- Smooth Criminal – a Bad albumról, 1987
- Somebody’s Watching Me – Rockwell Somebody’s Watching Me albumán duett, 1984
- Someone in the Dark – a Thriller (Special Edition) albumról (2001), eredetileg az E.T. the Extra-Terrestrial filmzenealbumról, 1982
- Someone Put Your Hand Out – a Michael Jackson: The Ultimate Collection albumról (2004), eredetileg Pepsi promóciós kislemez, 1992
- Song Groove – a Bad 25 albumról, 2012
- Speechless – az Invincible albumról, 2001
- Speed Demon – a Bad albumról, 1987
- State of Independence – Donna Summer Donna Summer albumán duett, 1982
- Stranger in Moscow – a HIStory: Past, Present and Future albumról, 1995
- Streetwalker – a Bad (Special Edition) albumról, 2001
- Sunset Driver – a Michael Jackson: The Ultimate Collection albumról, 2004
- Superfly Sister – a Blood on the Dance Floor: HIStory in the Mix albumról, 1997

## T
- Tabloid Junkie – a HIStory: Past, Present and Future albumról, 1995
- Take Me Back – a Forever, Michael albumról, 1975
- Teenage Symphony – a Looking Back to Yesterday albumról, 1986
- Tell Me I’m Not Dreamin’ (Too Good to Be True) – duett Jermaine Jackson Dynamite albumáról, 1984
- That’s What Love Is Made Of – a Looking Back to Yesterday albumról, 1986
- The Girl Is Mine – a Thriller albumról, 1982
- The Lady in My Life – a Thriller albumról, 1982
- The Lost Children – az Invincible albumról, 2001
- The Man – Paul McCartney Pipes of Peace albumán duett, 1983
- The Way You Make Me Feel – a Bad albumról, 1987
- They Don’t Care About Us – a HIStory: Past, Present and Future albumról, 1995
- This Is It – a This Is It albumról, 2009
- This Time Around – a HIStory: Past, Present and Future albumról, 1995
- Threatened – az Invincible albumról, 2001
- Thriller – a Thriller albumról, 1982
- To Make My Father Proud – Farewell My Summer Love albumról, 1984
- Todo mi amor eres tu – az I Just Can't Stop Loving You spanyol változata, a Bad (Special Edition) albumról, 2001
- Todo para ti – a What More Can I Give spanyol változata, 2001
- Too Young – a Music & Me albumról, 1973
- Touch the One You Love – a Farewell My Summer Love albumról, 1984
- Twenty-Five Miles – a The Original Soul of Michael Jackson albumról

## U
- Unbreakable – az Invincible albumról, 2001
- Up Again – a Music & Me albumról, 1973

## W
- Wanna Be Startin’ Somethin’ – a Thriller albumról, 1982
- We Are Here to Change the World – a Michael Jackson: The Ultimate Collection albumról, 2004; eredetileg a Captain EO című filmhez készült 1986-ban
- We Are the World – a We Are the World albumról, 1985, szólóváltozata szerepel a Michael Jackson: The Ultimate Collection albumon (2004)
- We’re Almost There – a Forever, Michael albumról, 1975
- We’ve Got a Good Thing Going – a Ben albumról, 1972
- We’ve Got Forever – a Forever, Michael albumról, 1975
- We’ve Had Enough – a Michael Jackson: The Ultimate Collection albumról, 2004
- What Goes Around Comes Around – a Ben albumról, 1972
- What More Can I Give – 2001
- Whatever Happens – az Invincible albumról, 2001
- Whatzupwitu – Eddie Murphy Love’s Alright című albumán duett, 1993
- When I Come of Age – a Looking Back to Yesterday albumról, 1986
- Who Is It – a Dangerous albumról, 1991
- Who’s Lookin’ for a Lover – a Looking Back to Yesterday albumról, 1986
- Why – a 3T Brotherhood című albumáról, 1996
- Why You Wanna Trip on Me – a Dangerous albumról, 1991
- Will You Be There – a Dangerous albumról, 1991
- Wings of My Love – a Got to Be There albumról, 1972
- With a Child’s Heart – a Music & Me albumról, 1973
- Workin’ Day and Night – az Off the Wall albumról, 1979

## Y
- You Are My Life – az Invincible albumról, 2001
- You Are Not Alone – a HIStory: Past, Present and Future albumról, 1995
- You Are There – a Forever, Michael albumról, 1975
- You Can Cry on My Shoulder – a Ben albumról, 1972
- You Can’t Win – a The Wiz filmzenealbumról, 1978
- You Rock My World – az Invincible albumról, 2001
- You’re Good for Me – a Looking Back to Yesterday albumról, 1986
- You’ve Got a Friend – a Got to Be There albumról, 1972
- You’ve Really Got a Hold on Me – a Farewell My Summer Love albumról, 1984